# Inkluze (mineralogie)

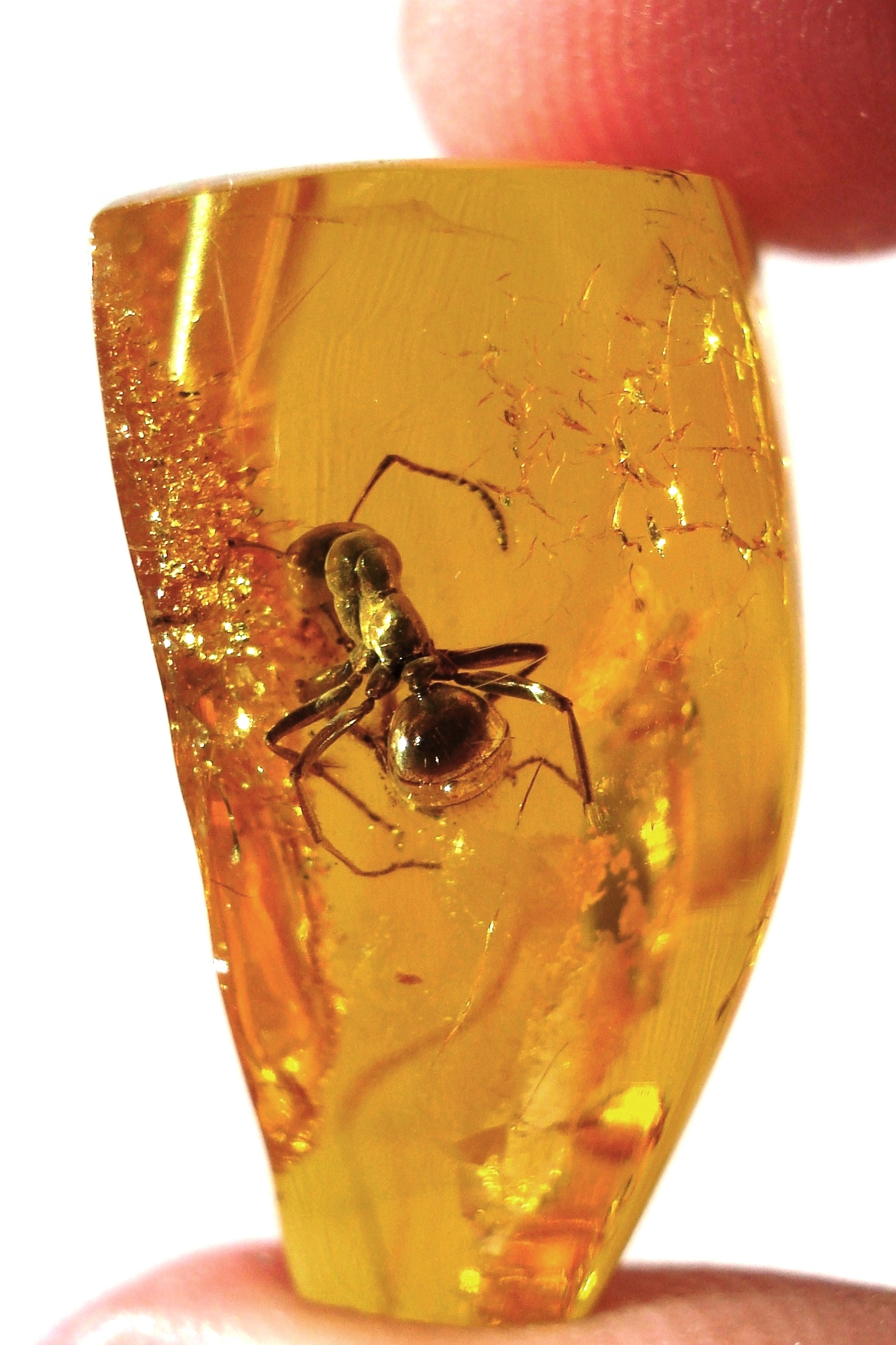
Inkluze mravence v baltském jantaru

Inkluze neboli uzavřenina je jakýkoli druh látky uzavřený v druhé, strukturou odlišné (například tekutina nebo plyn v pevném krystalu, ale i pevná látka v jiné pevné látce). Vzniká v krystalu během jeho růstu kdy dojde při krystalizaci k uzavření substance v jiné fázi uvnitř krystalu a vzniku fázového rozhraní. Pokud jsou obě fáze zahřáty na určitou teplotu, při které minerál vznikl (teplota homogenizace), stávají se homogenní – tzn. obě mají stejnou fázi.
Inkluze můžeme podle jejich složení rozdělit na pevné a plynokapalné, někdy bývá vyčleňována zvláštní kategorie inkluze tavenin, kdy dochází k uzavření kapalného stavu taveniny v krystalu. Za normální teploty pak tavenina přechází do pevného stavu, tedy krystalizuje (vykrystalizovaná tavenina nebo sklo).
V jantaru lze nalézt inkluze ve formě rostlin a živočichů.

## Galerie

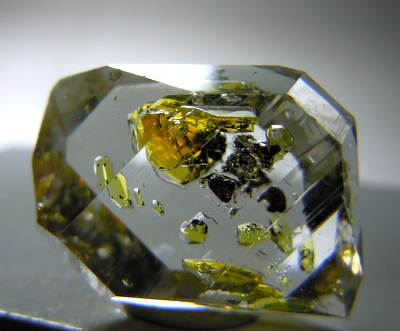
Křemen s inkluzemi plynu a ropy (Balúčistán, Pákistán
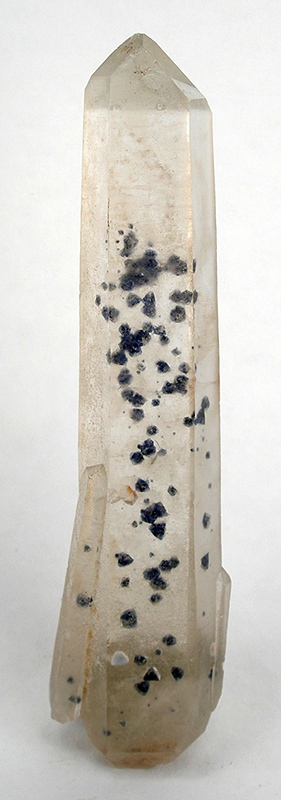
Křemen s inkluzemi fluoritu (Miandrivazo, Madagaskar)